# Club Social y Deportivo Tristán Suárez
Maillots
Dernière mise à jour : 16 avril 2025.
Le Club Social y Deportivo Tristán Suárez est un club argentin de football basé à Tristán Suárez.